# Robert Grimm
Robert Grimm (Wald (Zurigo), 16 aprile 1881 – Berna, 8 marzo 1958) è stato un politico e pubblicista svizzero.
Fu la forza trainante dietro allo Sciopero generale svizzero del 1918, e con Herman Greulich è considerato una delle figure chiave ed insieme più controverse del movimento operaio in Svizzera.

## Biografia
Figlio di operai, dal 1895 al 1898 fece un apprendistato di tipografo in una impresa di Oerlikon presso Zurigo, lavorando in seguito come tipografo e capo rotativista in Svizzera, Germania (1905-06 a Berlino), Francia, Austria e Italia. Durante i suoi viaggi studiò il marxismo, aderendo nel 1899 alla Federazione svizzera dei tipografi e al Partito Socialista Svizzero (PS), rifacendosi alle idee del primo socialismo.
Ricoprì diverse cariche pubbliche e di sindacato come la segreteria della Lega dei lavoratori di Basilea (1906-09), essendo parallelamente cofondatore e primo segretario della Federazione svizzera dei lavoratori del commercio e dei trasporti (1907-09). Dal 1909 al 1918 fu caporedattore del giornale Berner Tagwacht. Diresse la sezione energia e calore dell'ufficio centrale dell'economia di guerra (1939-46) e fu direttore della Ferrovia Berna-Lötschberg-Sempione (1946-53). In politica fu tra l'altro deputato al Gran Consiglio di Basilea Città (1907-09), al consiglio comunale di Berna (1909-18), al Gran Consiglio bernese (1910-38) come anche Membro del Consiglio nazionale (1911-19 e 1920-55).
Organizzatore di scioperi di tipografi, nel 1912 rappresentò la direzione del PS allo sciopero generale di Zurigo, ma venne presto messo sulla lista nera dai padroni. Nel 1907, 1910 e nel 1912 prese parte ai congressi della Seconda Internazionale per il Partito Socialista Svizzero; dal 1912 fu membro dell'Ufficio internazionale socialista. Da strenuo oppositore della prima guerra mondiale e della politica di pace sociale del 1914 (vedi Burgfrieden), tra il settembre 1915 e l'aprile 1916 contribuì a convocare la Conferenza di Zimmerwald e quella di Kienthal, divenendo insieme ad Angelica Balabanoff il principale promotore come anche una delle figure centrali del Movimento di Zimmerwald, mantenendo con Lenin un rapporto piuttosto teso sia sul piano ideologico che su quello personale, anche se nel 1917 contribuì ad organizzare il viaggio del leader bolscevico a San Pietroburgo.
All'inizio dell'anno 1918 Grimm fu tra i fondatori del Comitato di Olten. In qualità di presidente del Comitato, fu l'autore dell'appello allo Sciopero generale svizzero, assumendone la guida e divenendo la forza trainante nell'organizzazione dall'11 al 14 novembre 1918, causando la più grave crisi nella storia dello stato federale svizzero. Fu successivamente condannato ad una pena detentiva di sei mesi da un tribunale militare per questo motivo.
Posizionandosi tra l'ala radicale e quella riformista Grimm apparteneva al centro marxista del PS, e nel 1920 fu determinante per la rinuncia del suo partito di aderire alla Terza Internazionale comunista, pur rimanendo nel suo nuovo programma di partito fedele al concetto di lotta di classe.  L'integrazione del PS nel sistema politico svizzero avvenne dopo il 1935, con la revisione in senso riformista del programma attuata sotto la minaccia fascista; nella quale il contributo di Robert Grimm nell'adesione ai principi della Democrazia liberale e della difesa nazionale fu determinante.
Dopo la seconda guerra mondiale Grimm - isolato - si oppose alla completa integrazione del PS nel fronte borghese della guerra fredda, rendendosi sospetto di cripto-comunismo a causa della sua critica di stampo marxista al capitalismo e alla politica degli Stati Uniti d'America.